# Chico Novarro
Bernardo Mitnik, conocido por su nombre artístico Chico Novarro (Santa Fe, 4 de septiembre de 1933 - Buenos Aires, 18 de agosto de 2023), fue un cantautor argentino. Su fama inicial se dio en el campo de la música pop, cuando integró el elenco del Club del Clan (1962-1964), desarrollando luego una exitosa carrera como cantante solista y compositor. Escribió casi seiscientas canciones, obras de teatro y música para shows y películas. También fue actor e hizo varias películas, tanto con el Club del Clan como con los destacados actores de cine humorístico Jorge Porcel y Alberto Olmedo.

## Biografía

### Infancia e inicios en la música
Es hijo del matrimonio de Albert Mitnik (judío proveniente de Ucrania) y Rosa Lerman, de origen judío-rumano, quienes arribaron el 13 de mayo de 1923 a Argentina con sus dos hijas mayores. La Primera Guerra Mundial los había juntado cuando Albert Mitnik, como soldado del zar, había llegado hasta el pueblo rumano de Mărculești, en la actual Moldavia.
La familia se radicó en la provincia de Santa Fe, donde nacieron tres hijos más: Samuel, Fanny y Bernardo, quien de niño se sentaba con ellos en la vereda a cantar tangos ayudándose con algún ejemplar de la revista tanguera El Alma que Canta. Albert Mitnik ofició de zapatero remendón ambulante, recorriendo Laguna Paiva y otros pueblos. En la casa de Santa Fe, el padre atesoraba discos de Carlos Gardel, Rosita Quiroga y Francisco Canaro. La influencia inicial del tango terminó para Bernardo Mitnik el día en que su hermano mayor, Samuel, quien tocaba batería en la agrupación Jazz Don Peralta, lo introdujo en el mundo del jazz, empujado por la admiración hacia el baterista Gene Krupa. Samuel, posteriormente conocido como Sam Lerman, fue un excelente baterista y percusionista que se dedicó a la enseñanza. 
Bernardo era asmático y, para buscar un clima más seco, a los doce años toda la familia se marchó a Deán Funes (en la provincia de Córdoba). Aquel pueblo era también un empalme ferroviario y tenía necesidad de un zapatero, aunque el padre de Bernardo nunca instaló un taller, sino que trabajaba de manera ambulante. La madre de Bernardo cantaba en casa canciones en lengua idish y contaba que su padre cantaba tan bien y tan fuerte que lo podían escuchar desde otras aldeas. Bernardo quería emular al abuelo materno, cantando a plena voz tangos como «Remembranza» o «Alma de bohemio». Ya con catorce años comenzó a ganarse la vida siendo baterista en un grupo de jazz (Blue Star Jazz) con el maestro pianista Carmelo Taormina y su esposa Olga Nelly Rodríguez (Nelly Foster - Cantante), y cantor con una orquesta típica. Sin embargo, su padre quería que fuese perito mercantil y que después, estudiara medicina.
Ingresó al colegio comercial y fue empleado contable en la ciudad de Córdoba teniendo como jefe al padre del actor Norman Briski (n. 1938), pero pronto se dio cuenta de que podía ganar mucho más dinero como músico que como contador. Fue así como llegó a Buenos Aires por primera vez en 1951, con una orquesta donde tocaba el bongó, la batería y el contrabajo. Pero el contrato se frustró y después de muchos viajes, recién en 1960 se establecería definitivamente en la capital.
En los años cincuenta, integró la Orquesta Montecarlo Jazz (de Córdoba), la Orquesta Argentina de Jazz,
la Orquesta de Don Roy, las orquestas de Lucho Gatica, Daniel Riolobos y Arturo Millán, el grupo Swing Timers, la Agrupación Nuevo Jazz, y tocó con músicos como Jorge Navarro, Santiago Giacobbe, Gato Barbieri y Rodolfo Alchourrón.
Formó con Raúl Boné un dúo de música tropical al que llamaron Los Novarro. Cuando se separaron en 1962, Boné, que era muy alto, adoptó para sí el nombre artístico de Largo Novarro. Casi como un chiste, y a sugerencia del productor de RCA, Ricardo Mejía, Mitnik adoptó el nombre artístico de Chico Novarro. Su primer álbum, en 1961, fue realizado por el dúo con el nombre de Los Novarro (Largo y Chico).

### Buenos Aires y el Club del Clan

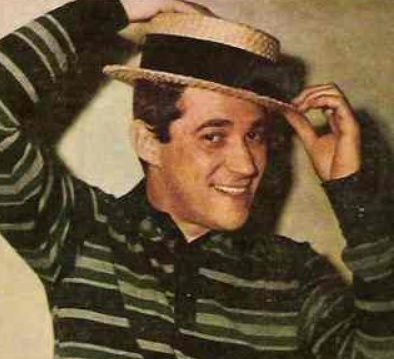
Chico Novarro en 1964.

Chico Novarro se caracterizó por abordar con solvencia estilos muy variados, especialmente bolero y tango, pero con destacadas actuaciones en el jazz, el rock, la cumbia y el pop. Él mismo ha definido esta característica diciendo: «Yo llevo la dispersión en la sangre».
En 1960 se instaló en Buenos Aires y dos años después fue contratado por la discográfica RCA Victor para integrar el Club del Clan, un programa de televisión que se volvería famoso por difundir música rock & pop en castellano, de donde salieron otros exitosos artistas, como
Palito Ortega, Violeta Rivas, Raúl Lavié y Johnny Tedesco, entre otros.
Fue en este programa donde adoptó artísticamente el pseudónimo que le sugirió Ricardo Mejía, quien creó el programa, con el que sería conocido desde entonces. En el Club del Clan, Chico Novarro comenzó a componer y cantar canciones propias. Las primeras de ellas fueron «El orangután», «El camaleón» y la cumbia «Un sombrero de paja», canciones que se han vuelto melodías populares transmitidas de generación en generación, como si se tratara de folclore anónimo. 

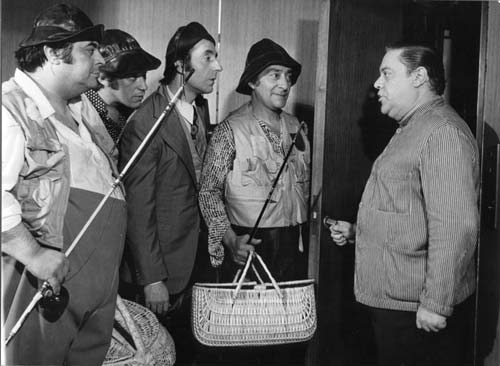
De izquierda a derecha Jorge Porcel, Chico Novarro, Tristán y Alberto Olmedo mirando a Alberto Irízar, en la película Los caballeros de la cama redonda (1973).

### Carrera solista: tangos y boleros
En 1965 escribió su primer tango, «Nuestro balance», con el que ganó en el Festival de Parque del Plata en Uruguay. En 1969 grabó el disco Música para mirar a Chico, acompañado por el pianista y compositor Mike Ribas, quien desde entonces estuvo presente en casi todas sus grabaciones.
En 1970 compuso el segundo de sus escasos pero notables tangos, «Cantata a Buenos Aires» (“¿Cómo no hablar de Buenos Aires, si es una forma de saber quién soy?”), realizado originalmente para una publicidad del vino Peñaflor, que no llegó a concretarse. En 1971 compuso «Cordón», un tango considerado como metáfora de la vida del hombre común.
En 1980 grabó el álbum Por fin al tango, única de sus producciones dedicada totalmente al tango.
En los años ochenta, su tema «Carta de un león a otro» fue interpretado por Juan Carlos Baglietto, que lo convirtió en un éxito del rock nacional argentino.
Compuso canciones con otros importantes letristas y músicos, como Eladia Blázquez («Convencernos», «Pazzía»), Héctor Stamponi («Minas de Buenos Aires»), Rubén Juárez («Se juega»), Federico Silva («Se te hace tarde», «Amor de juguete», «Por ejemplo»), Amanda Mandy Velazco («Salón para familias», que fuera interpretado por María Elena Walsh).
Chico Novarro se ha destacado también en la composición y canto de boleros, donde se lo reconoce por haber introducido el habla cotidiana al bolero.
Entre sus boleros se destaca «Algo contigo», «Un sábado más» y «Cuenta conmigo», tema que ganó en 1979 el festival de la OTI, interpretado por Daniel Riolobos. Otro de los cantantes que interpretó su música fue el mexicano José José, aunque también se destacó el músico y cantante puertorriqueño Tito Rodríguez quien también interpretó en bolero sus tangos «Nuestro balance» (en el disco La romántica voz de Tito Rodríguez, el piano artístico de José Melis, de 1965), «Cómo» (en su disco Tito Rodríguez: en escenario, de 1967) y «El último acto» (del disco Yo soy tu enamorado, de 1968).
Obtuvo dos diplomas al mérito de los Premios Konex como autor/compositor melódico en 1985 y como autor/compositor de pop/balada en 1995. En 2014 recibió la mención Ciudadano ilustre de la ciudad de Buenos Aires, votada por unanimidad en la legislatura porteña.

## Discografía

### Discografía original
| Año de publicación | Título                           | Discográfica                   |
| 1961               | Tropicalísimos                   | Vik-RCA Victor (Argentina).    |
| 1961               | Lamento náufrago                 | Récord (Argentina).            |
| 1961               | Bailemos twist                   | Récord (Argentina).            |
| 1963               | Los Bossambistas y la bossa nova | Discos CBS (Argentina).        |
| 1963               | ¡Zoológicamente es un éxito!     | Vik-RCA Victor (Argentina).    |
| 1964               | Un sombrero de paja              | Vik-RCA Victor (Argentina).    |
| 1964               | Chico Novarro                    | Phonogram-Philips (Argentina). |
| 1965               | El conde                         | Phonogram-Philips (Argentina). |
| 1968               | La chispa de Chico               | Discos CBS (Argentina).        |
| 1969               | Música para mirar a Chico        | Discos CBS (Argentina).        |
| 1969               | Punto y aparte                   | Discos Trova (Argentina).      |
| 1972               | No le vengo a vender             | Discos Trova (Argentina).      |
| 1972               | Alegre y romántico               | CBS Columbia (México).         |
| 1974               | Para chicos de 5 a 50            | Microfón (Argentina).          |
| 1976               | Que salga el autor               | Microfón (Argentina).          |
| 1976               | Algo contigo                     | Microfón (Argentina).          |
| 1977               | Cumbias famosas                  | Microfón (Argentina).          |
| 1978               | El amor continúa                 | Microfón (Argentina).          |
| 1981               | Por fin al tango                 | Microfón (Argentina).          |
| 1989               | Chico Novarro en su salsa        |                                |
| 1992               | Arráncame la vida                | Modomayor (Argentina).         |
| 1993               | Es cosa mía                      | Modomayor (Argentina).         |
| 1994               | Arráncame la vida                | Modomayor (Argentina).         |
| 1999               | Mi mejor amante                  | Discos Gogni (Argentina).      |
| 2004               | La noche                         | Suramusic (Argentina).         |
| 2005               | Quien dice tango                 | Suramusic (Argentina).         |
| 2005               | Grandes éxitos                   |                                |
| 2010               | El amor en tiempo de murga       | Fred Record SRL (Argentina).   |
| 2014               | Chico para chicos                | Editorial Nazhira (Argentina). |

### Sencillos
- 1960: La boa / Dejame solito un rato (Los Novarro) Sello VIK
- 1961: Vida mía / Ave de paso (Los Novarro). Sello VIK
- 1961: El vaivén / Los aretes de la luna (Los Novarro). Sello VIK
- 1961: La ley / Envidia (Los Novarro) Sello VIK
- 1961: Ritmo de chunga / La dueña de la boutique (Chico Novarro y su orquesta) Sello Récord (temas no incluidos en LP).
- 1963: Promesa / Solo (Los Bossambistas). Sello Columbia
- 1963: El tero tero / Filosofito. Sello VIK
- 1963: El camaleón / La página 10. Sello VIK
- 1963: El orangután / Un día más. Sello VIK
- 1964: La pareja / Un sombrero de paja. Sello VIK
- 1964: La sospechita / El dardo. Sello VIK
- 1964: Primavera / Cumbia bendita. Sello VIK
- 1964: La mula / El umbral. Sello VIK
- 1964: Mi tía / Flora. Sello Philips
- 1964: Madrecita mía / Anoche soñé. Sello Philips
- 1964: Espuma de mar / Las cenizas. Sello Philips
- 1965: Nuestro balance / Pedacito de cielo. Sello Philips (temas no editados en LP).
- 1965: El conde / Casos y cosas. Sello Philips
- 1965: El pichón de picuru / Te pico. Sello Philips
- 1966: La máquina / Cola de paja. Sello Philips (temas no editados en LP).
- 1966: El conductor / Por algo será. Sello Philips (temas no editados en LP).
- 1966: Mala fama / Obsesión. Sello Philips (temas no editados en LP).
- 1966: El electrocardiograma / Cuenta hasta 10. Sello Philips (temas no editados en LP).
- 1967: La promoción / Vinagrito. Sello Columbia (temas no editados en LP).
- 1968: Blim blim / Punta ballena. Sello Columbia. (temas incluidos en el LP Más que tropical).
- 1968: Alma en pena / Mira mira. Sello Columbia
- 1968: Alergia / Beautiful Juana. Sello Columbia (temas no editados en LP).
- 1968: Cuidado / Santa Fe de la Vera Cruz. Sello Columbia (tema 1 no editado en LP).
- 1969: Esperando / El porcentaje. Sello Columbia (tema 1 no editado en LP).
- 1969: Para que tanta pinta / La bola loca. Sello Columbia (temas no editados en LP).
- 1970: Fue un amor de temporada / La mayoría. Sello Columbia (temas no editados en LP).
- 1971: Un sábado más / Mi corazón es una flor. Sello Trova (temas no editados en LP).
- 1974: Pinocho / Jugaremos. Sello Microfón
- 1977: Algo contigo / Milonga del raje. Sello Microfón
- 1979: Si tu te vas ahora / En el camarín. Sello Microfón
- 1980: Cuenta conmigo /Gúardame. Sello Microfón. (temas no editados en LP).

### Discos en formatoEP
- 1961: Los aretes de la luna/ El vaivén / La boa / Dejame solito un rato. Sello VIK
- 1961: Ave de paso / Uno / Vida mía / Madreselva. Sello VIK
- 1961: Lamento náufrago / Topsie / Piel canela / Todo es nuevo. Sello Récord
- 1963: El camaleón / Que gente averiguá / Negrito no grita / El orangután. Sello VIK
- 1963: La sospechita / Cumbia bendita / Primavera / Calavera. Sello VIK
- 1964: La mula / El umbral / La torre / Dios en tus ojos. Sello VIK
- 1964: Palomita / Si fueras fea / Mira mi corazón / Calavera Sello VIK. (temas 1 y 2 no editados en LP).
- 1964: Mi tía / Espere, capitán / Anoche soñé / Qué sabes tú. Sello Philips
- 1964: Mi tía / La edad del querer / Las cenizas / Flora. Sello Philips (editado en España).
- 1965: Las cenizas / Mañana en punto / Así / Tu, la luz. Sello Philips (temas 3 y 4 no editados en LP).
- 1974: Pinocho / Jugaremos / Que mundo tan terrible / Había una escuela. Sello Microfón
- 1975: Tengo la música / Canción de la muela cariada / Canción de las valijas / El reloj ya dio la hora. Sello Microfón (temas no editados en LP)

### Colaboraciones
| Año de publicación | Título                             | Intérpretes                                       | Discográfica                                                                             |
| 1999               | La verdad de la bohemia II         | Varios artistas                                   |                                                                                          |
| 1999               | La Acadé, por siempre Rácing       | Varios Artistas                                   | Epsa Music (Argentina).                                                                  |
| 2001               | De colección con los mejores       | Dany Martin                                       | Fogón Música (Argentina).                                                                |
| 2004               | Solo... por cantar                 | Pancho Figueroa                                   | Argentina Musical                                                                        |
| 2006               | Tango en blanco y negro            | Tato Finocchi                                     | Byte & Music SRL (Argentina).                                                            |
| 2006               | Las canciones que cantaba mi padre | Leo Vigoda and his Buenos Aires Klezmer Jazz Band | Suramusic (Argentina).                                                                   |
| 2007               | 50 años no es nada                 | Raúl Lavié                                        | Alfiz Producciones SRL (Argentina).                                                      |
| 2012               | Sin tu mitad                       | Saúl Cosentino                                    | Fonocal (Argentina).                                                                     |
| 2013               | Balada del alba                    | Carla Algeri y Chico Novarro                      | Fondo Metropolitano de la Cultura, las Artes y las Ciencias de Buenos Aires (Argentina). |
| 2014               | Raoul de Budapest                  | Chico Novarro                                     | Producción Independiente (Argentina).                                                    |
| 2015               | Tangos y naufragios                | Tato Finocchi                                     | Byte & Music SRL (Argentina).                                                            |

## Filmografía

### Como actor
- 1964: El Club del Clan.
- 1965: El perseguidor.
- 1965: Nacidos para cantar.
- 1965: Viaje de una noche de verano.
- 1966: Hotel alojamiento.
- 1967: ¡Esto es alegría!.
- 1968: Coche cama alojamiento.
- 1973: Los caballeros de la cama redonda.
- 1974: Los vampiros los prefieren gorditos.
- 1980: Así no hay cama que aguante.
- 2018: El amor menos pensado.

## Televisión
- 1962-1964: El club del clan (serie de televisión).
- 1963: El departamento (serie de televisión).
- 1965: Casos y cosas de la casa (programa de televisión).
- 1979: El mundo es Chico (programa de entretenimientos y musical).
- 1988: La bonita pagina (serie de televisión).
- 1988: Atrevase a soñar (programa de entretenimientos).
- 2001: El sodero de mi vida (telenovela; su personaje se llamaba Luis).
- 2004: Los secretos de papa (telenovela; se interpreta a sí mismo).

## Teatro
- Buenas noches Buenos Aires (1963), en el Teatro Astral, con Hugo del Carril, Virginia Luque, Mariano Mores, Alberto Marcó, Susy Leiva y Juan Verdaguer.
- Corrientes de Lujo (1975), en el Sans Souci, con Marty Cosens, Estela Raval, Jorge Pérez Evelyn, producida por Gerardo Sofovich.

## Como músico y compositor
1. 1964: Cleopatra era Cándida (compositor de varios temas).
2. 1965: Un italiano en la Argentina/Il gaucho (compositor del tema).
3. 1965: Nacidos para cantar
4. 1966: Hotel alojamiento
5. 1967: Cuando los hombres hablan de mujeres
6. 1967: Mi secretaria está loca, loca, loca
7. 1992: El lado oscuro del corazón (compositor del tema).
8. 2000: Plata quemada (intérprete: Cumbia bendita y Un sombrero de paja).
9. 2001: El sodero de mi vida (tema principal: El sodero de mi vida).